# Pierre Catala
Pour les articles homonymes, voir Catala.
Pierre Catala, né le 11 septembre 1930 à Millau (Aveyron) et mort le 3 février 2012 à Paris, est un professeur de droit français.
Il est inhumé au cimetière parisien du Montparnasse.

## Carrière universitaire
Fils de Charles Catala et frère de Nicole Catala, Pierre Catala fut successivement professeur aux facultés de droit de Grenoble, de Montpellier et de Paris II - Panthéon-Assas. Il était professeur émérite à l'université de Paris II Panthéon-Assas. Son nom est associé à l'avant-projet de réforme du droit des obligations et de la prescription, dont il a présidé le comité de rédaction.

## Intérêt pour l'informatique juridique
Pierre Catala fut en 1965 l'un des pionniers de l'informatique juridique mondiale. Il a été un des fondateurs de la base de données d'arrêts de cours d'appel Juris-Data, créée avec le concours des juridictions et du ministère de la Justice, et depuis intégrée dans la banque de données LexisNexis-Juriclasseur.